# Jakob Becker
Jakob Becker (Jacob Becker) (Dittelsheim, Worms mellett, 1810. március 15. – Frankfurt am Main, 1872. december 22.) német festő és litográfus.

## Élete és művészete

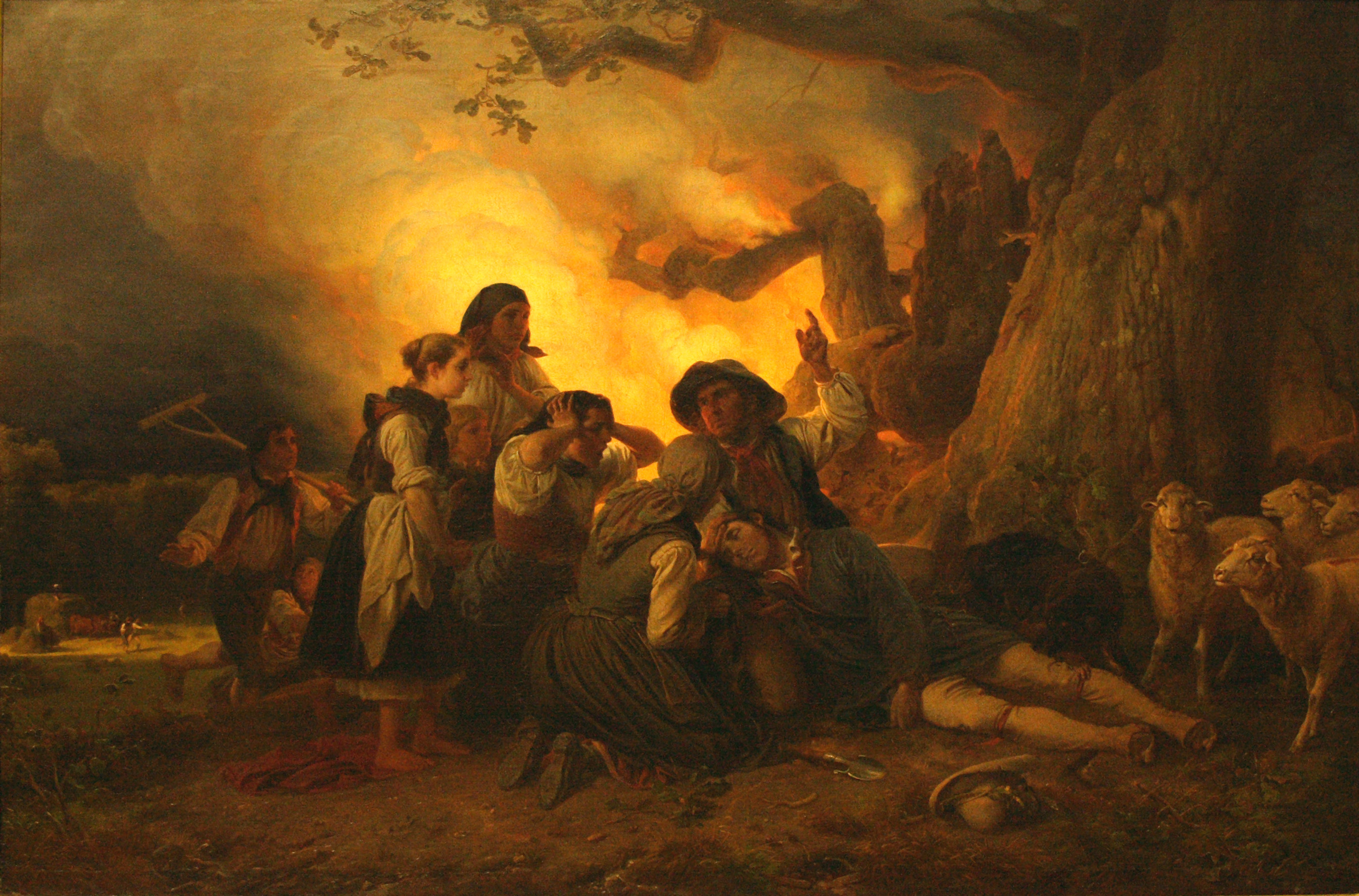
A villám sújtotta pásztor - 1844

Első mestere a ma már kevéssé ismert Franz Nikolaus Jung volt Wormsban. 17 évesen litográfusként kezdett el dolgozni. Első nagyobb munkája egy precíz Rajna-panoráma volt Mainztól Kölnig. 1833 és 1841 között a Düsseldorfi Művészeti akadémián tanult, tanárai voltak Johann Wilhelm Schirmer és Friedrich Wilhelm von Schadow. 1842-ben a zsánerfestészet és a tájképfestészet professzora lett a frankfurti Städel Művészeti Intézetben.
Frankfurtban Becker tájképfestészettel, az Ótestamentumból vett történelmi, valamint romantikus témákkal foglalkozott. Később felismerte, hogy az életképek, a zsánerfestészet áll hozzá a legközelebb. Egész sor jelentős, korában igen népszerű életképet alkotott, köztük az itt látható Villám sújtotta pásztort.
Stílusa nagy hatást gyakorolt tanítványaira, akik közül a legismertebb Heinrich Hasselhorst volt.

## Emlékezete
- Szülőhelyén utcát neveztek el róla.
- Sírja a frankfurti központi temetőben található.